# Dendrobium jenkinsii
Dendrobium jenkinsii Wall. ex Lindl., 1839 è una pianta della famiglia delle Orchidacee.

## Descrizione
D. jenkinsii  è un'orchidea epifita di piccola taglia, con foglie che aggettano direttamente da pseudobulbi basali. Le infiorescenze a racemo, possono essere da molto corte fino a 20 centimetri di lunghezza, con un numero variabile di fiori, grandi circa 3 centimetri che sbocciano a primavera.

## Distribuzione e habitat
D. jenkinsii  è diffusa in Himalaya orientale, Nepal, Myanmar, Laos e Cina meridionale (provincia di Hainan). Cresce in foreste aperte, su tronchi d'albero, ad altitudini comprese tra 700 e 1500 metri sul livello del mare.

## Coltivazione
Questa specie è meglio coltivata su alberi di felce, in pieno sole, asciutta d'inverno e ben irrigata e concimata durante il periodo vegetativo.